# سیمون کیایر
سیمون تورپ کیائر (دانمارکی: Simon Thorup Kjær؛ زادهٔ ۲۶ مارس ۱۹۸۹) بازیکن بازنشسته فوتبال اهل دانمارک است.